# Jiráskova cesta
Jiráskova cesta či Cesta Aloise Jiráska je dálková (170 km) turistická značená trasa Klubu českých turistů vedoucí přes hřebeny Orlických hor z Litomyšle do Broumova. Cesta navazuje na historicky nejstarší značenou hřebenovku v Orlických horách, proto tvoří atraktivní spojnicí Pardubického a Královéhradeckého kraje. Trasa, která je pojmenovaná po slavném spisovateli a průkopníkovi turistiky Aloisovi Jiráskovi, prochází regiony Podorlicka, Kladského pomezí a Broumovska.

## Historie
Vznik Jiráskovy cesty souvisí s nejstarší značenou turistickou stezkou vedoucí po hřebeni Orlických hor, která vznikla již na konci 19. století. S rozvojem turistiky v tomto regionu a jeho stoupající oblibou se Klub českých turistů rozhodl v roce 1921 pojmenovat část tehdy značeného úseku z Nového Města nad Metují do Jablonného nad Orlicí jako Jiráskova horská cesta. Vyznačen byl Čeňkem Chyským, Josefem Salačem a Karlem Březinou.
Slavnostní otevření, kterého se osobně zúčastnil Alois Jirásek, proběhlo 31. července 1921 v 11 hodin před horskou boudou Panorama na Dříši v Deštném. Slavnosti, která měla jasný národnostní akcent (Orlické hory byly tehdy osídleny německy mluvícím obyvatelstvem), byli přítomni četní zástupci obcí, úřadů a turistických spolků, sokolové, hasiči, skauti a zejména obyvatelstvo českých obcí Podorlicka. Akce byla pojata jako dárek Klubu československých turistů k 70. narozeninám Aloise Jiráska. Při slavnostním otevření účinkovali hudebním vystoupením pěvecký odbor Sokola Hradec Králové a hudební spolek Dalibor z Rychnova nad Kněžnou. Proslov přednesli Alois Jirásek, předseda Klubu československých turistů Jiří Stanislav Guth-Jarkovský a Jindřich Štemberka, který v roce 1915 zakoupil někdejší hospodu na Dříši, přestavěnou na turistickou boudu Panorama.
Po druhé světové válce byla červeně značená trasa postupně prodloužena na sever k Broumovu a na jih do Litomyšle a přejmenována na nynější Jiráskovu cestu.

## Délka
Úsek z Nového Města do Olešnice v Orlických horách a přes hlavní masiv Orlických hor k Rokytnici v Orl. horách měří asi 61 km. Následující úsek z Rokytnice přes Zemskou bránu, Mladkov a Suchý vrch do Jablonného cca 35 km. Celá dnešní trasa (Broumov – Nové Město – Rokytnice – Jablonné – Litomyšl) má kolem 170 km.
Někdy se za začátek trasy považuje až Nový Hrádek (cca 11 km od Nového Města). Dle číslování KČT má úsek Broumov – Náchod číslo 0404, Náchod – Hanička číslo 0413 a úsek Hanička – Litomyšl 0444.

## Zajímavosti
Zajímavé přírodní a historické objekty na úseku Nové Město – Rokytnice:
- Nové Město nad Metují – muzeum, zámek, architektura, hrad Výrov atd.
- okolí hory Šibeník – výhled
- Vrchmezí – výhled, dřív zde stála turistická chata
- Bukačka – chráněná oblast, naučná stezka
- Masarykova chata na Šerlichu
- Malá Deštná – výhled
- Velká Deštná – rozhledna, nejvyšší bod Orlických hor
- Naučná stezka Jiráskova cesta
- Československé opevnění
- Kunštátská kaple
- Pěticestí – odpočinkové místo, přístřeší
- Komáří vrch – přírodní rezervace
- bunkr R-S 87 "Průsek"
- Anenský vrch (odbočka asi 400 m) – výhled s lavičkami, bunkry
- Dělostřelecká tvrz Hanička (odbočka asi 300 m)
- bunkr R-S 74 "Na Holém"
- bunkr R-S 72 "Nízká"
- Zemská brána
- radioaktivní Pramen knížete Rostislava
- Muzeum pod Vysokým kamenem
- Dělostřelecká tvrz Bouda
- Naučná stezka Betonová hranice
- skalisko Bradlo
- rozhledna na Suchém vrchu
- Palice – nejvyšší vrchol Třebovských stěn
- rotunda svaté Kateřiny v České Třebové
- rozhledna na Kozlovském kopci
- město a zámek Litomyšl